# Phong Chương
Phong Chương là một xã thuộc thị xã Phong Điền, thành Huế, Việt Nam.

## Địa lý
Xã Thanh Chương có diện tích 35,72 km², dân số năm 1999 là 7.081 người, mật độ dân số đạt 198 người/km².

## Hành chính
Xã Phong Chương được chia thành 9 thôn: Bàu, Chính An, Đại Phú, Lương Mai, Ma Nê, Mỹ Phú, Nhất Phong, Phú Lộc, Trung Thạnh.

## Lịch sử
Ngày 30 tháng 11 năm 2024:
- Quốc hội ban hành Nghị quyết số 175/2024/QH15[4] về việc thành lập thành phố Huế trực thuộc trung ương trên cơ sở toàn bộ diện tích và dân số tỉnh Thừa Thiên Huế.
- Ủy ban Thường vụ Quốc hội ban hành Nghị quyết số 1314/NQ-UBTVQH15[5] về việc sắp xếp đơn vị hành chính cấp huyện, cấp xã của thành phố Huế giai đoạn 2023 – 2025 (nghị quyết có hiệu lực từ ngày 1 tháng 1 năm 2025). Theo đó, thành lập thị xã Phong Điền thuộc thành phố Huế. Xã Phong Chương trực thuộc thị xã Phong Điền.